# Atimia (escarabajo)
Atimia es un género de escarabajos longicornios de la tribu Atimiini.

## Especies
- Atimia chinensis Linsley, 1939
- Atimia confusa (Say, 1827)
- Atimia confusa maritima Linsley, 1939
- Atimia dorsalis LeConte, 1869
- Atimia esakii Hayashi, 1974
- Atimia gannoni Hovore & Giesbert, 1974
- Atimia helenae Linsley, 1934
- Atimia hoppingi Linsley, 1939
- Atimia huachucae Champlain & Knull, 1922
- Atimia juniperi Holzschuh, 1984
- Atimia maculipuncta (Semenov & Plavilstshikov, 1937)
- Atimia mexicana Linsley, 1934
- Atimia nadezhdae Tsherepanov, 1973
- Atimia okayamensis Hayashi, 1972
- Atimia truncatella Holzschuh, 2007
- Atimia vandykei Linsley, 1939